# Anthony Barr
Anthony Barr (nacido el 18 de marzo de 1992) es un jugador profesional de fútbol americano estadounidense que juega en la posición de outside linebacker y actualmente milita en los Dallas Cowboys.

## Biografía
Barr asistió a Loyola High School, donde practicó fútbol americano y atletismo. Fue una selección de All-State como running back, por sus 1,890 yardas y 20 touchdowns como junior.
Tras su paso por el instituto, Barr se graduó en UCLA, donde jugó para los Bruins de 2010 a 2013. Sus primeros dos años jugó como running back, wide receiver y tight end. En 2012, se reconvirtió en linebacker.

## Carrera

### Minnesota Vikings
Barr fue seleccionado por los Minnesota Vikings en la primera ronda (puesto 9) del draft de 2014. Firmó por cuatro años a razón de $12.7 millones, con $7.6 millones de bonus por firmar y una opción de un quinto año.
Con los Vikings, Barr ha ganado dos títulos de división (2015 y 2017), perdiendo una vez en 2016 de forma dramática frente a los Seattle Seahawks por 10-9 y llegando hasta el Campeonato de la NFC en 2018, el cual perdieron ante los Philadelphia Eagles] por 38-7. También ha sido convocado a cuatro Pro Bowls.

## Estadísticas generales
|  | Seleccionado al Pro Bowl |

| Año   | Equipo | Juegos | Juegos | Tacleadas | Tacleadas | Tacleadas | Tacleadas | Intercepciones | Intercepciones | Intercepciones | Intercepciones | Intercepciones | Intercepciones | Balones sueltos | Balones sueltos | Balones sueltos | Balones sueltos |
| Año   | Equipo | GP     | GS     | Comb      | Total     | Ast       | Sck       | PDef           | Int            | Yds            | Avg            | Lng            | TDs            | FF              | FR              | Yds             | TDs             |
| ----- | ------ | ------ | ------ | --------- | --------- | --------- | --------- | -------------- | -------------- | -------------- | -------------- | -------------- | -------------- | --------------- | --------------- | --------------- | --------------- |
| 2014  | MIN    | 12     | 12     | 70        | 55        | 15        | 4.0       | 3              | --             | --             | --             | --             | --             | 2               | 3               | 27              | 1               |
| 2015  | MIN    | 14     | 14     | 68        | 54        | 14        | 3.5       | 7              | 1              | 32             | 32.0           | 32             | 0              | 3               | 0               | --              | --              |
| 2016  | MIN    | 16     | 16     | 70        | 37        | 33        | 2.0       | 4              | --             | --             | --             | --             | --             | 1               | 1               | 0               | 0               |
| 2017  | MIN    | 16     | 16     | 75        | 52        | 23        | 1.0       | 6              | --             | --             | --             | --             | --             | 0               | 0               | --              | --              |
| 2018  | MIN    | 13     | 13     | 55        | 39        | 16        | 3.0       | 2              | --             | --             | --             | --             | --             | 1               | 0               | --              | --              |
| 2019  | MIN    | 14     | 14     | 79        | 54        | 25        | 1.5       | 4              | 1              | 2              | 2.0            | 2              | 0              | 1               | 1               | 19              | 0               |
| 2020  | MIN    | 2      | 2      | 6         | 6         | 0         | 0.0       | 0              | --             | --             | --             | --             | --             | 0               | 0               | --              | --              |
| Total | Total  | 87     | 87     | 423       | 297       | 126       | 15.0      | 26             | 2              | 34             | 17.0           | 32             | 0              | 8               | 5               | 46              | 1               |

Fuente: Pro-Football-Reference.com

## Vida personal
Su padre, Tony Brooks, y su primos, Reggie Brooks y Cedric Figaro, también jugaron en la NFL.